# Arc de triomphe du Carrousel
Pour les articles homonymes, voir Arc de triomphe (homonymie) et Carrousel.
L’arc de triomphe du Carrousel est un monument parisien inauguré le 15 août 1808 et situé place du Carrousel, dans le 1er arrondissement de Paris, à l'ouest du musée du Louvre. Cet arc de triomphe est classé au titre des monuments historiques depuis le 10 septembre 1888.
Le site est desservi par la station de métro Palais Royal - Musée du Louvre.

## Historique
La place tient son nom du Grand Carrousel, un spectacle d'équitation militaire donné en ce lieu par Louis XIV, du 5 au 6 juin 1662, à l'occasion de la naissance de son fils, le dauphin Louis de France.
L'arc de triomphe du Carrousel, voulu par Napoléon Ier, célèbre les victoires de ses armées lors des conquêtes de 1805. Dessiné par Charles Percier et Pierre Fontaine, il illustre la campagne de 1805 et la capitulation d'Ulm, le 20 octobre 1805.
Le monument est érigé, entre 1806 et 1810, devant le palais des Tuileries auquel il sert d’entrée d’honneur, une grille séparant la cour du palais de la place du Carrousel, qui lui donne son nom. 
Après l’incendie du palais en 1871 et sa destruction en 1883, le monument se trouve au centre de la grande esplanade formée par le jardin du Carrousel et la place du même nom.
Les six bas-reliefs originaux sont remplacés en 1823 par des plâtres figurant quelques actes de l'expédition d'Espagne du duc d'Angoulême ; ils seront détériorés lors de l'insurrection de 1830. Figurent également des fresques de fleuves sur les faces latérales, des hauts reliefs sur l'attique, des renommées sur les grands arcs et des frises d'enfants à la hauteur des chapiteaux, un grand caisson pour la voûte, des trophées d'armes, des ornements de corniches et voûtes...  
Entre 1828 et 1831, l'arc de triomphe est doté d'un nouveau groupe sculpté sommital, inspiré du premier.

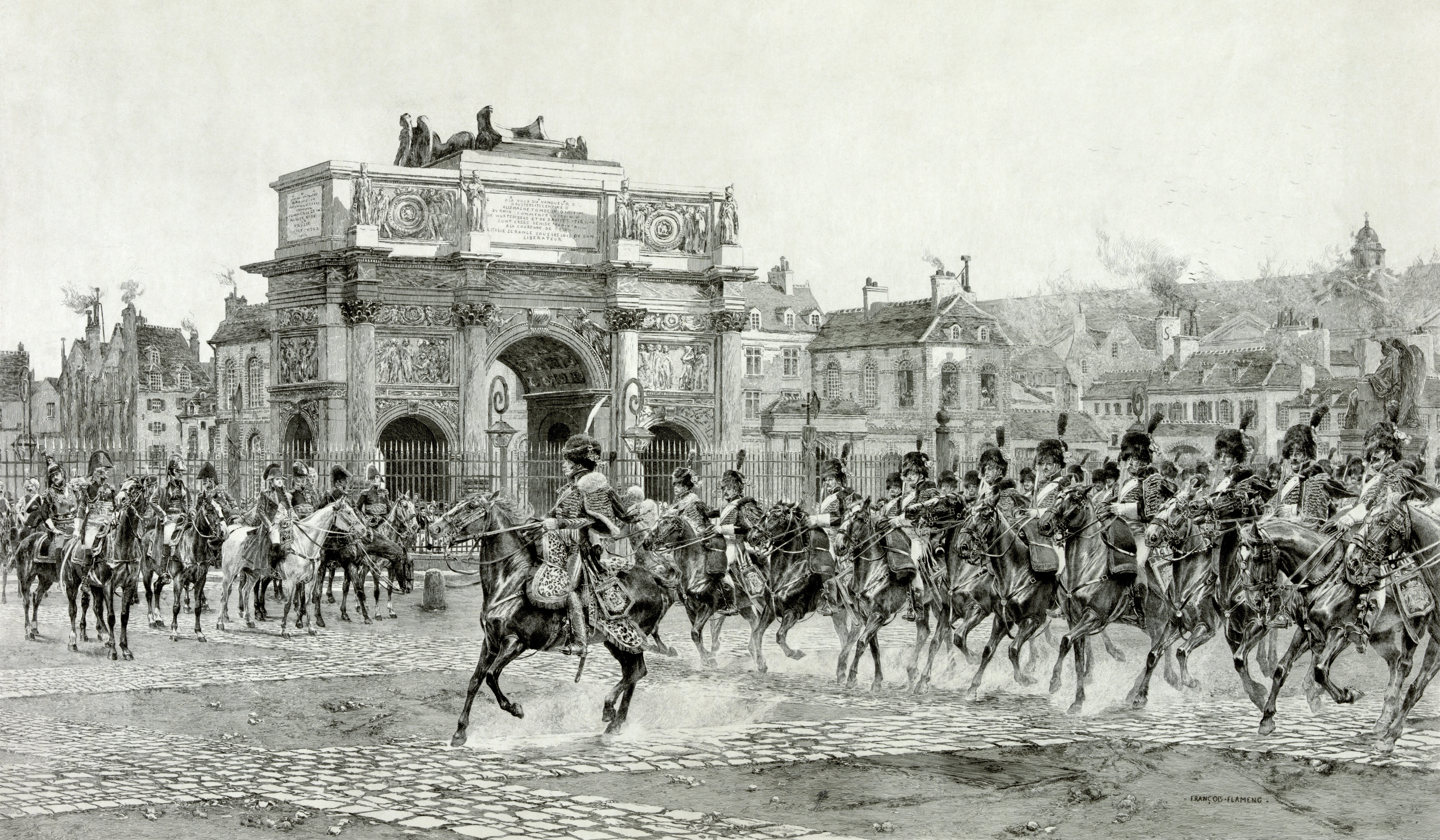
Napoléon passant en revue ses troupes devant l'arc de triomphe du Carrousel en 1810, eau-forte d'Auguste Boulard (fils) d'après François Flameng, 1901.
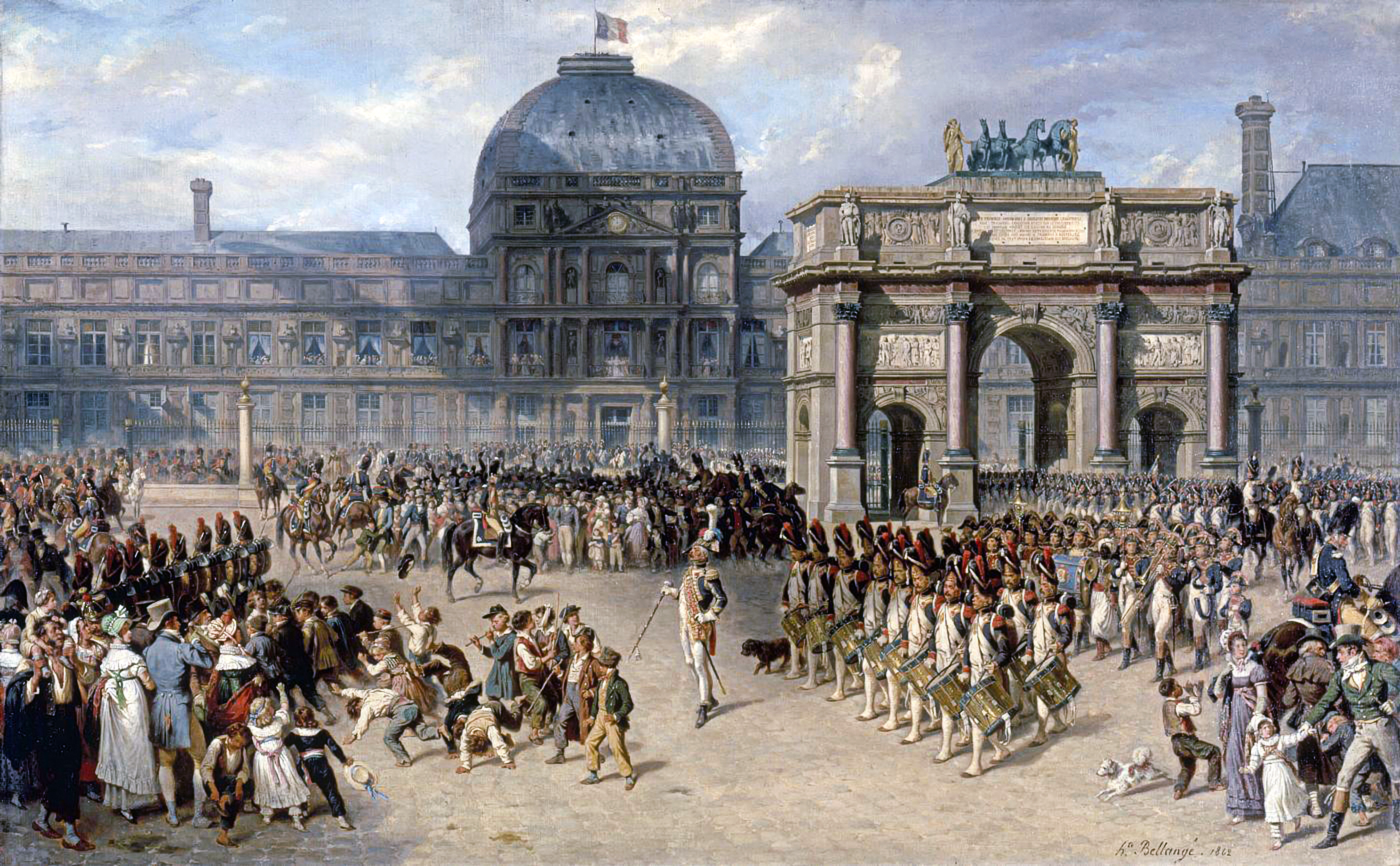
Un jour de revue sous l'Empire (en 1810), par Hippolyte Bellangé, 1862.
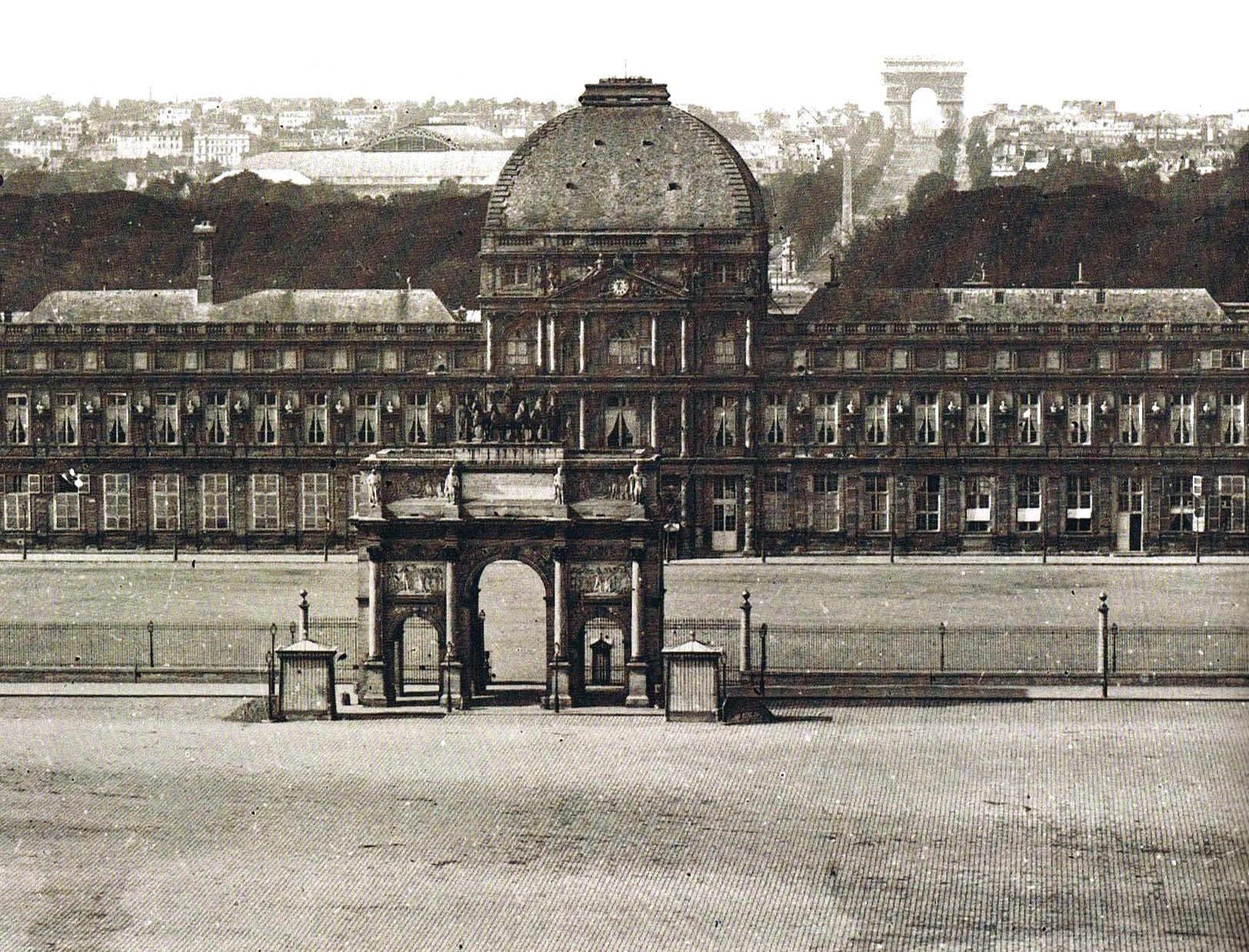
L'arc de triomphe et le palais des Tuileries vers 1860.
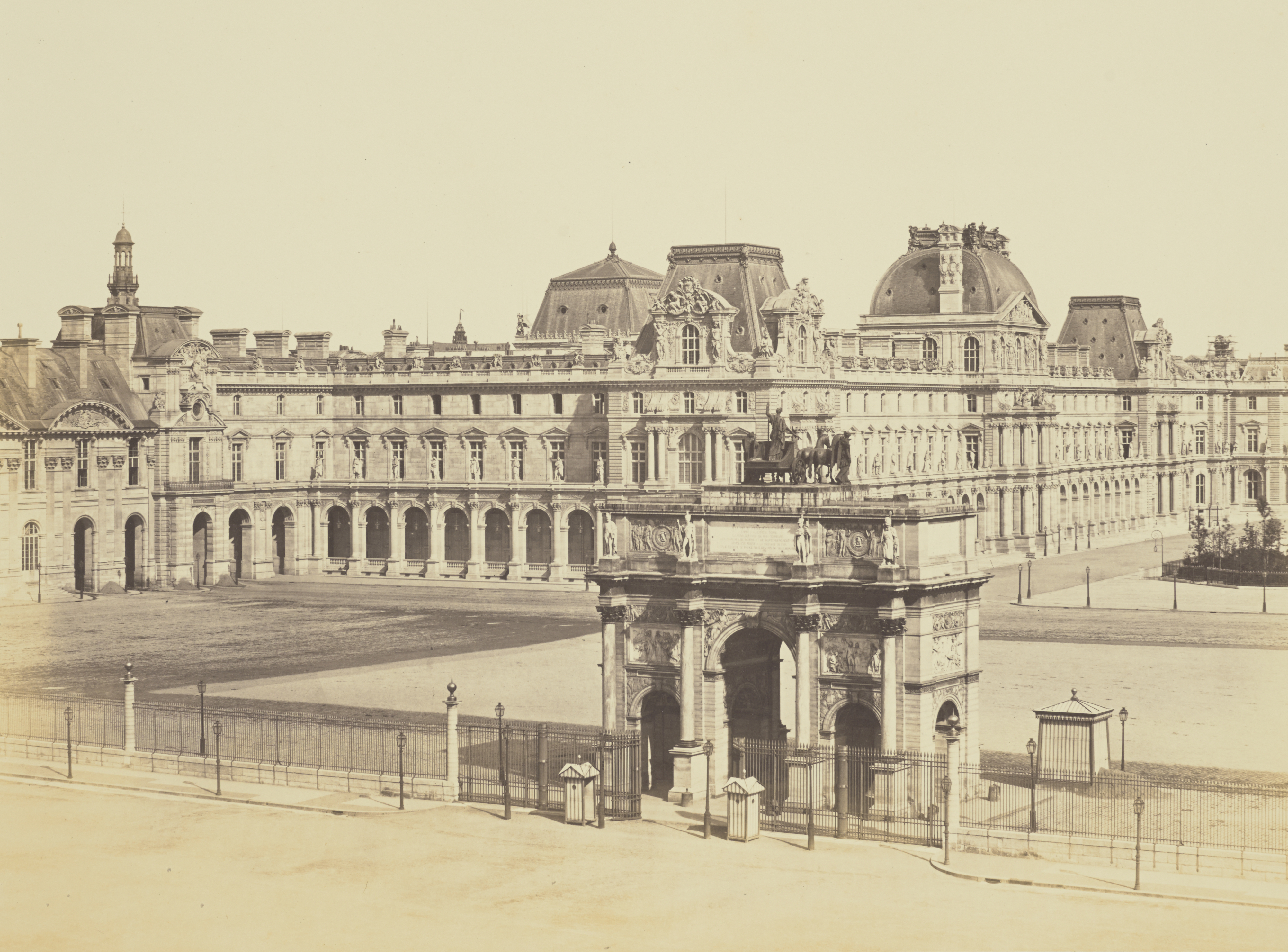
La place du Carrousel en 1853.
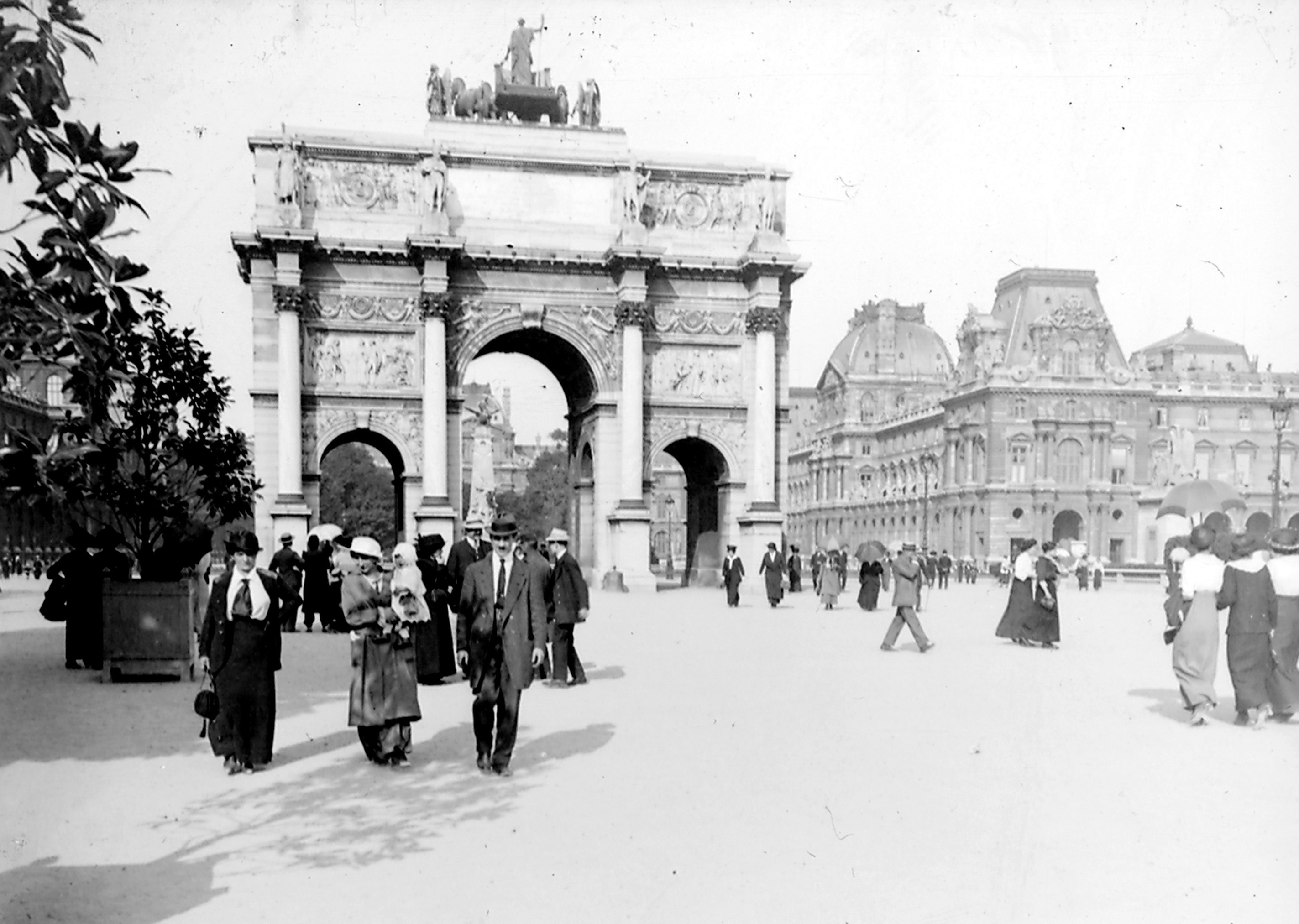
L'arc de triomphe du Carrousel dans les années 1914-1918.

## Construction
L'arc de triomphe du Carrousel, de type tétrapyle, est une copie à échelle 3/4 de l'arc de Constantin (313-315) à Rome, qui est lui-même inspiré des arcs de Septime-Sévère. Les sujets des bas-reliefs, illustrant les batailles, ont été choisis par le directeur du musée Napoléon (situé à l'époque au palais du Louvre), Vivant Denon, et dessinés par Charles Meynier.

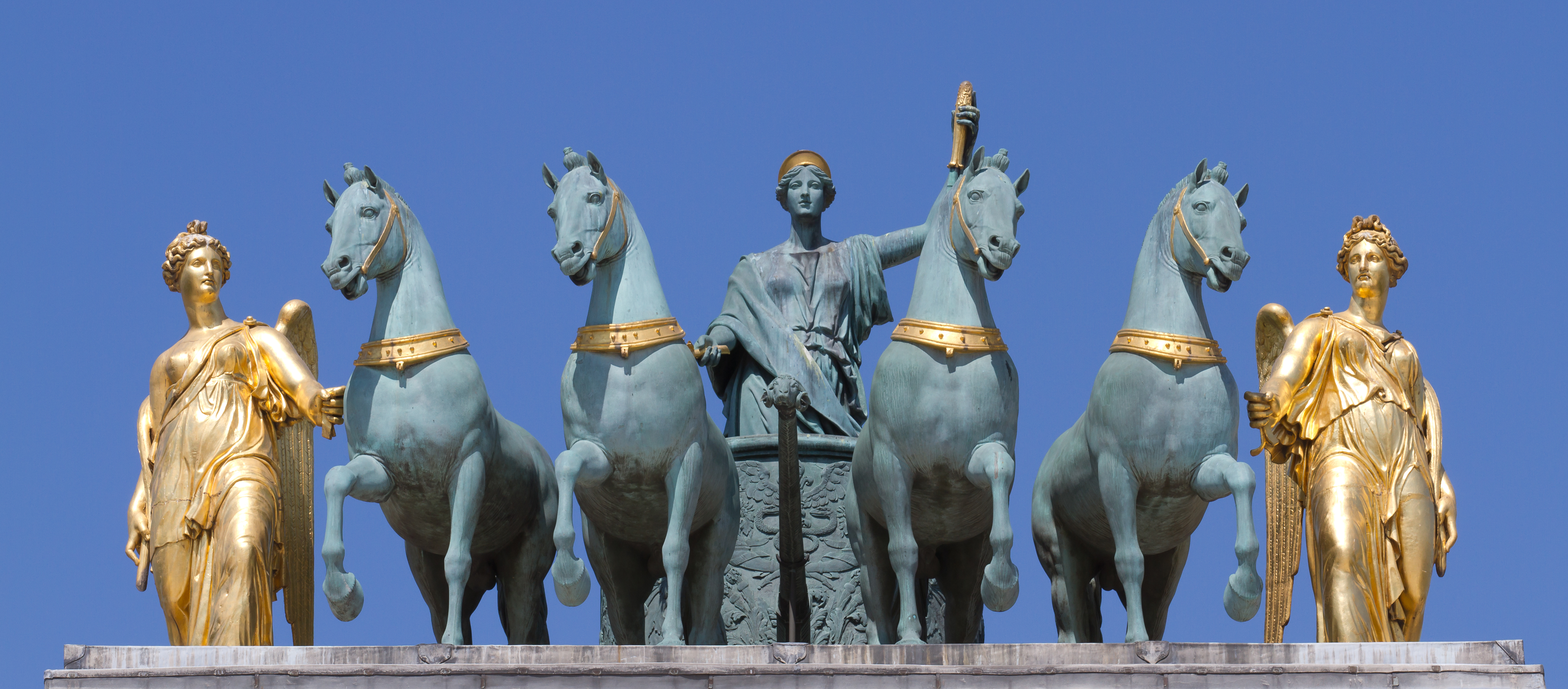
La copie du quadrige des chevaux de Saint-Marc.

Les chevaux du quadrige surmontant l'arc sont initialement les chevaux de Saint-Marc, attelage ornant le dessus de la porte principale de la basilique Saint-Marc de Venise et provenant du pillage de Constantinople. En effet, en 1798, à l'issue de la première campagne d'Italie, l'armée d'Italie menée par le général Bonaparte rapporta de Venise l'original de la sculpture comme « trésor de guerre ». D'abord entreposée aux Invalides, elle est ensuite disposée sur quatre piliers de la grille qui entoure la cour des Tuileries. En 1808, complétée par un char, elle vient couronner l'arc de triomphe.  
Vivant Denon commande à François Frédéric Lemot une statue représentant Napoléon dirigeant le char de la Victoire. Même si la figure de l’empereur en aurige apparaît sur les projets proposés par Vivant Denon de 1806 à 1808, lorsque Napoléon se voit représenté au sommet de l’arc en 1808, il ordonne qu’on retire sa statue, quitte à laisser le char sans conducteur. La statue ne sera démontée qu'en 1812 et placée à l'Orangerie du jardin des Tuileries. Ce Napoléon en triomphateur est aujourd'hui au musée du Louvre. 
Le quadrige est entouré de deux renommées en plomb doré : la Paix et la Victoire, sculptées par Lemot. En 1815, à la suite de la bataille de Waterloo et de la chute de l'empereur, la France rend les chevaux du quadrige aux Autrichiens qui le restituent aussitôt à la cité des doges qui venait d'être annexée à l'empire d'Autriche par le congrès de Vienne. 
En 1828, lors de la Seconde Restauration, une copie libre des chevaux du quadrige est effectuée par le sculpteur François Joseph Bosio. Une Allégorie de la Restauration, tenant un sceptre à l'effigie de Louis XVIII, est placée sur le char, et les deux renommées retrouvent leurs places originelles.

## Description
Le monument mesure 14,6 mètres de haut, 19,5 mètres de large et 6,7 mètres d'épaisseur, et est construit en pierre de liais. Il est couronné d’une frise imposante en marbre (griotte d'Italie), sculptée et gravée.
Ses deux grandes faces sont percées de trois arcades, la centrale étant plus importante, alors qu'une arcade unique s'ouvre sur les deux flancs. L'arcade principale a près de 9 mètres sous clef, sur 4,45 mètres d'ouverture ; les petites ont 5,30 mètres sur 2,70 mètres. 
Les faces principales possèdent chacune quatre piédestaux, supportant des colonnes d'ordre corinthien, dont le fût est en marbre rouge du Languedoc. Elles sont surmontées par un chapiteau de marbre rouge foncé à corbeille corinthienne, surmontant un large tailloir à la romaine.
Les colonnes portent, dans la hauteur de l'attique, des statues de marbre en ronde-bosse, de soldats de l'armée impériale en grand uniforme. Sur la face est, côté musée du Louvre et cour Napoléon, de gauche à droite : un cuirassier d'Auguste Taunay, un dragon de Charles-Louis Corbet, un chasseur à cheval de Jean-Joseph Foucou et un carabinier de Joseph Chinard. Sur la face ouest, côté jardin des Tuileries, de gauche à droite : un grenadier de Robert-Guillaume Dardel, un carabinier de ligne d'Antoine Mouton, un canonnier de Charles-Antoine Bridan et un sapeur d'Auguste Dumont.

### Décoration

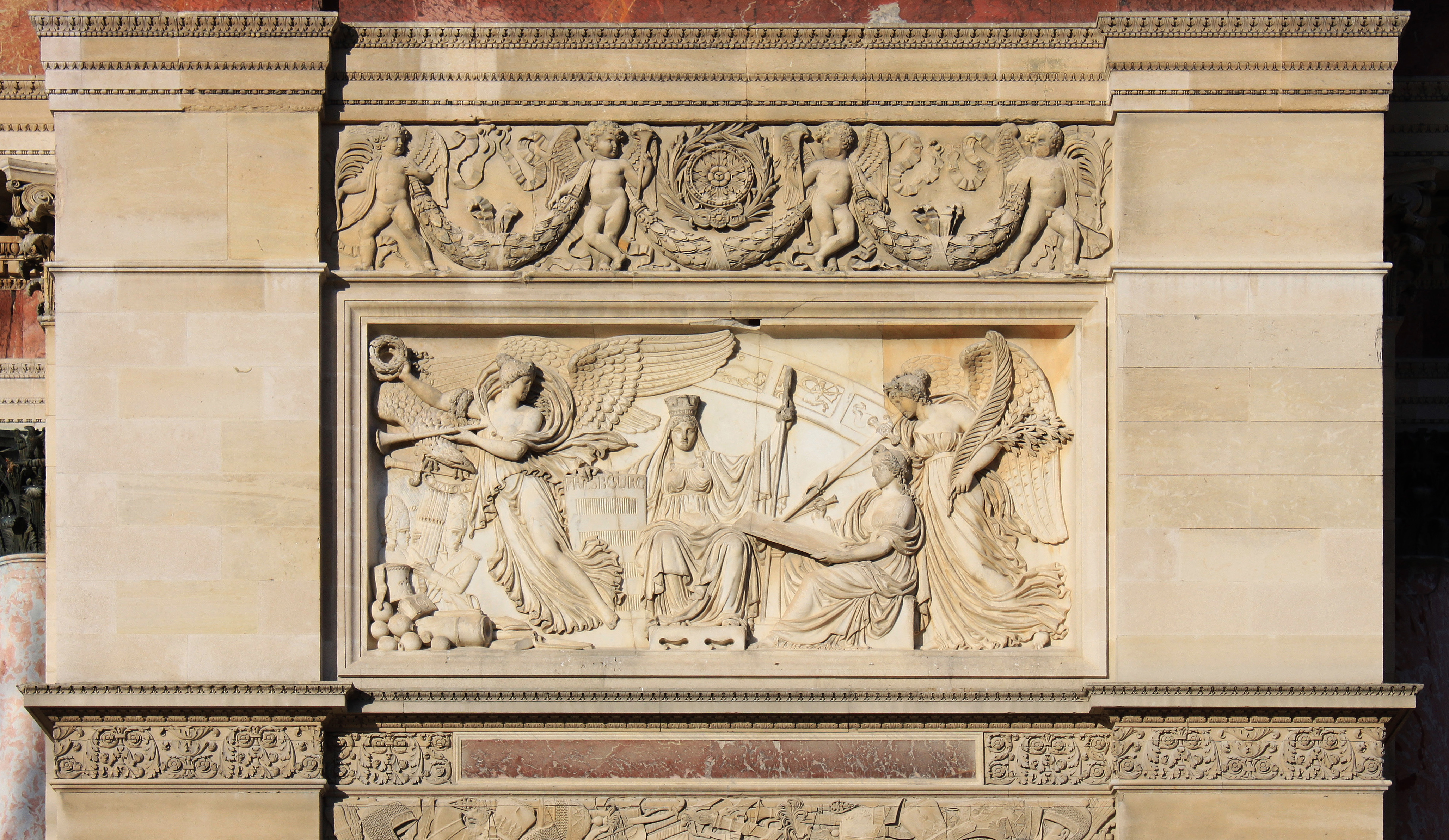
Détail du bas-relief sur la face sud.

Chaque face est agrémentée des bas-reliefs originaux, replacés après la dégradation de ceux de 1823 :
- Face nord, un bas-relief de Louis Pierre Deseine : L’Entrée à Vienne.
- Face sud, un bas-relief de Jacques-Philippe Le Sueur : La Paix de Presbourg.
- Entre les deux colonnes de gauche, un bas-relief de Pierre Cartellier : La Capitulation d’Ulm ; entre celles de droite : un bas-relief de Jean-Joseph Espercieux : La Bataille d’Austerlitz.
- Face ouest (côté Tuileries), entre les deux colonnes de gauche, un bas-relief de Clodion : L’Entrée de l’armée française à Munich ; entre celles de droite : un bas-relief de Claude Ramey : L’Entrevue de Tilsit.

Les fleuves, sur les faces latérales, sont de Guillaume Boichot.
Les quatre hauts reliefs de l'attique ont été exécutés par Augustin-Félix Fortin, Antoine François Gérard, Charles Antoine Callamard et Auguste Dumont. Les renommées des grands arcs et les frises d'enfants à la hauteur des chapiteaux, sont dus à Auguste Taunay et Antoine-Léonard Dupasquier, le grand caisson de la voûte à Jacques-Philippe Le Sueur, les trophées d'armes, à Montellier. Enfin, les ornements des corniches et des voûtes sont les oeuvres des sculpteurs Besnier et Thelen, tandis que les chapiteaux et les bases en bronze, sont de Lafontaine,.

### Les allégories et renommées
L'attique est surmonté d'un double socle, sur lequel devaient prendre place deux allégories : l'Histoire et la France victorieuse d'Antoine-François Gérard, qui furent finalement placées de part et d'autre de l'arc de triomphe, pour faire place à un char attelé des quatre chevaux de Constantinople, enlevés aux Vénitiens. Deux renommées en fer et en plomb doré, la Victoire et la Paix, ouvrage de Lemot, encadrent ce char. La statue de Napoléon placé sur le char, fut retirée à la demande de l'empereur, puis, en 1815, le char et les deux statues furent enlevés (les statues seront conservées) et les chevaux furent récupérées par les Autrichiens qui les restituèrent à Venise. 
Un quadrige est reconstitué sous la Restauration avec une copie des chevaux réalisée par François Joseph Bosio en 1828, et les deux renommées de 1809. 

### Frontispices
On peut lire sur les frontispices :
Façade Est :

L'armée française embarquée à Boulogne menaçait l'Angleterre

Une troisième coalition éclate sur le continent

Les Français volent de l'océan au Danube

La Bavière est délivrée, l'armée autrichienne prisonnière à Ulm

Napoléon entre dans Vienne, il triomphe à Austerlitz

En moins de cent jours, la coalition est dissoute

Façade Sud :

Honneur à la grande armée

Victorieuse à Austerlitz

En Moravie

Le 2 décembre 1805 jour anniversaire

Du couronnement de Napoléon

Façade Ouest :

À la voix du vainqueur d’Austerlitz

L’empire d’Allemagne tombe

La confédération du Rhin commence

Les royaumes de Bavière et de Wurtemberg sont créés

Venise est réunie à la couronne de fer

L’Italie entière se range sous les lois de son libérateur

Façade Nord :

Maître des États de son ennemi

Napoléon les lui rend

Il signe la paix le 27 décembre 1805

Dans la capitale de la Hongrie

Occupée par son armée victorieuse

### Autres
L'arc porte un cadran solaire[réf. nécessaire] et un repère de nivellement.

## Restauration
L’architecte Albert Ferran a procédé à une restauration générale, de 1931 à 1933. Seules les sculptures métalliques de l’attique ont par la suite été reprises dans le cadre du chantier du Grand Louvre.
À la suite de sa campagne « Tous mécènes » entre 2018 et 2019, l'établissement public du musée du Louvre a réussi à collecter les fonds nécessaires pour la restauration de l'arc du Carrousel. Elle a été effectuée entre novembre 2022 et juin 2024 notamment pour restaurer les sculptures du quadrige et des grognards : les 8 soldats situés autour de l'attique ont été consolidés sur place puis déposés, et remplacés par des copies en marbre de Carrare à partir de moulages faits entre 1889 et les années 1930.

Cuirassier de Charles-Auguste Taunay
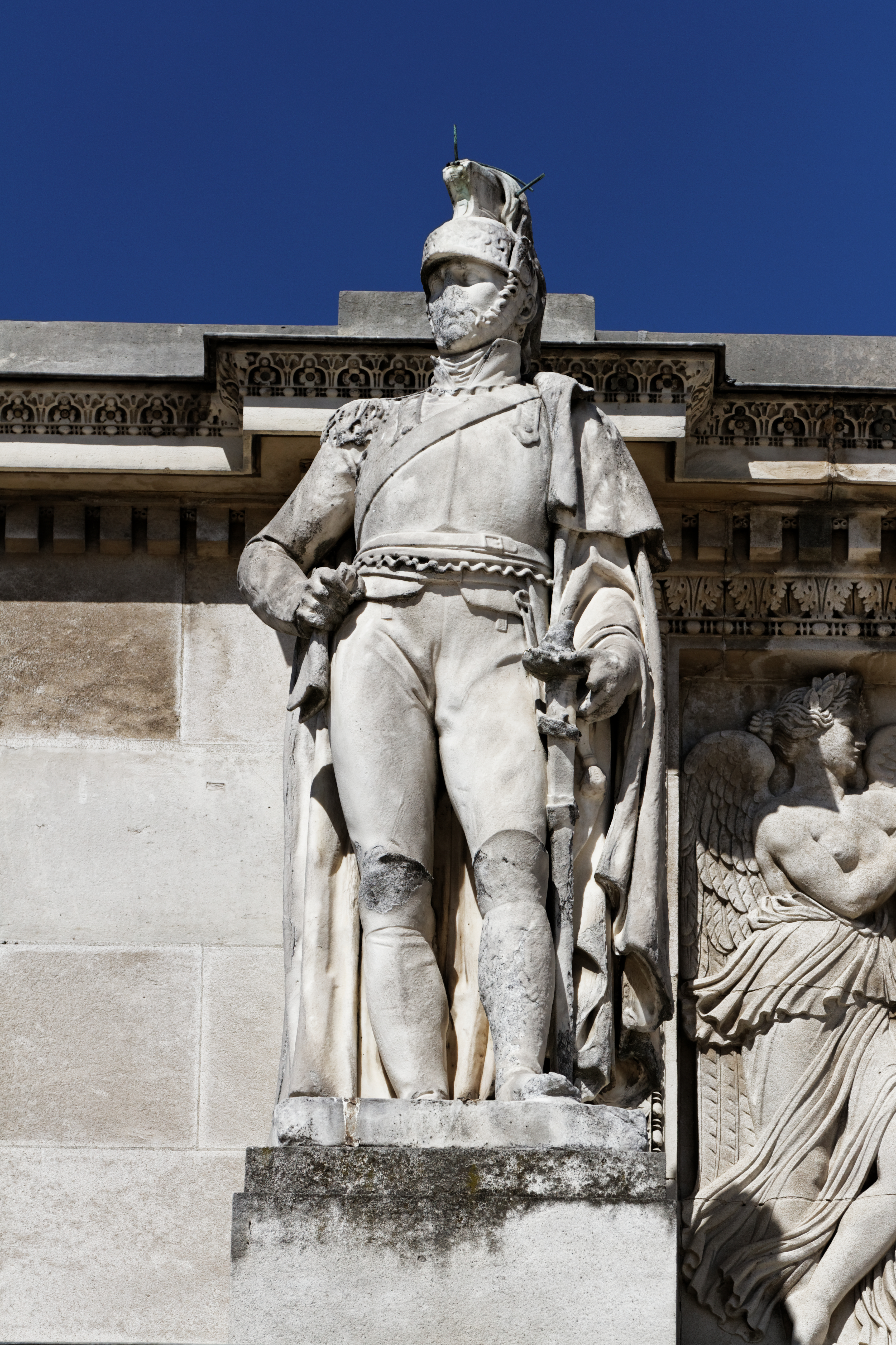
Statue d'origine.
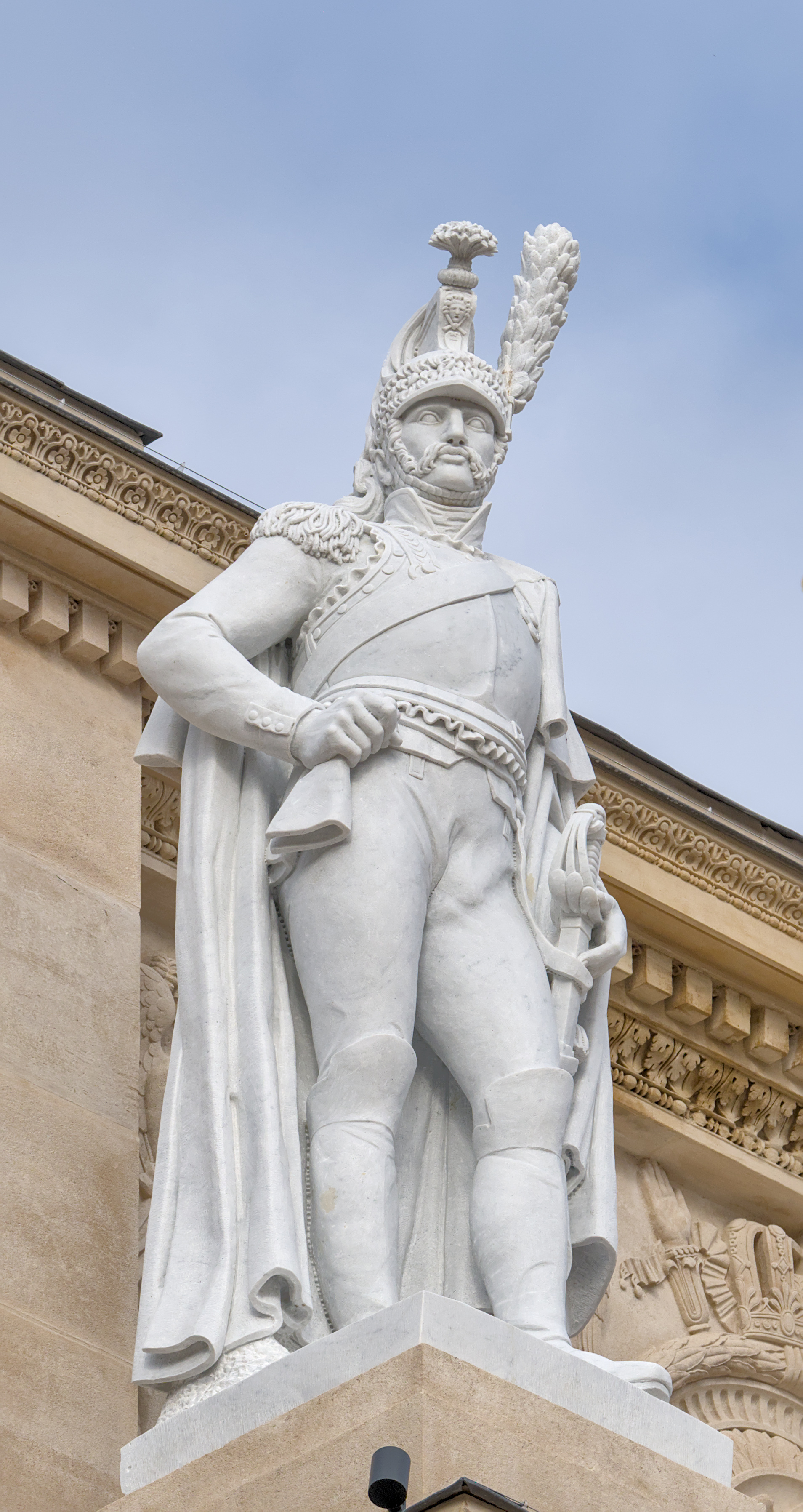
Copie de 2024.

Copies de 2024
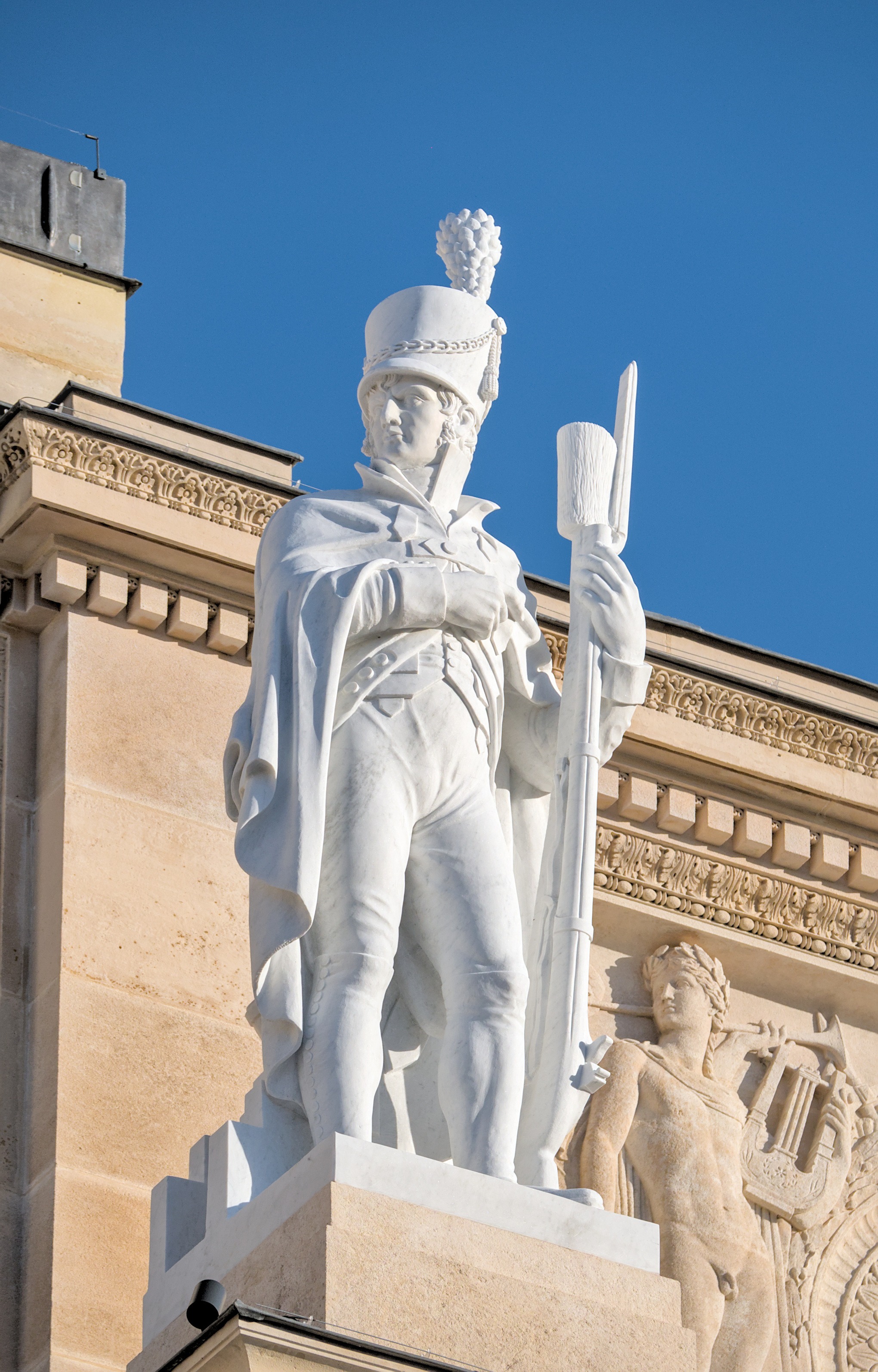
Artilleur.
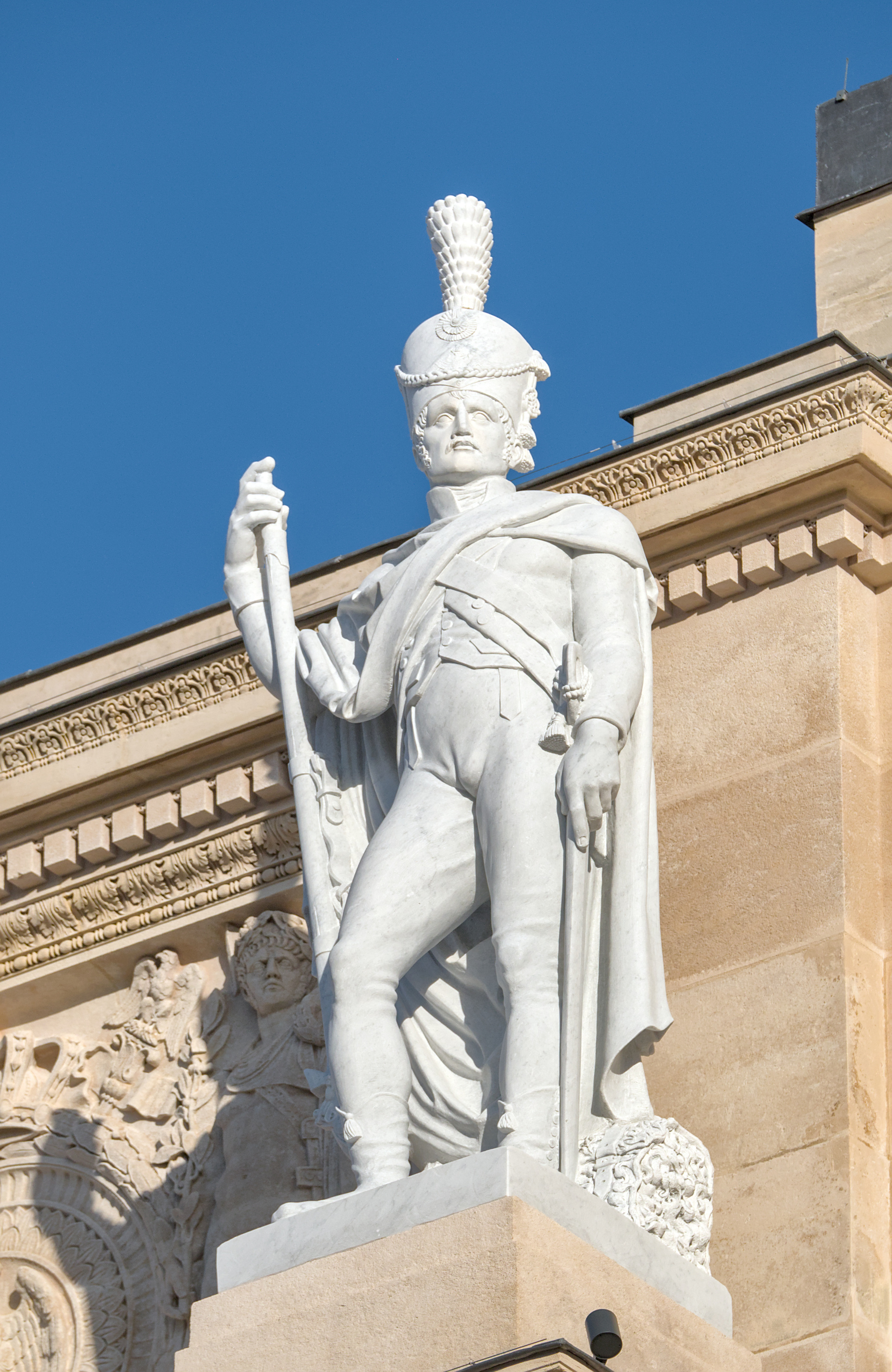
Caravinier d'infanterie.
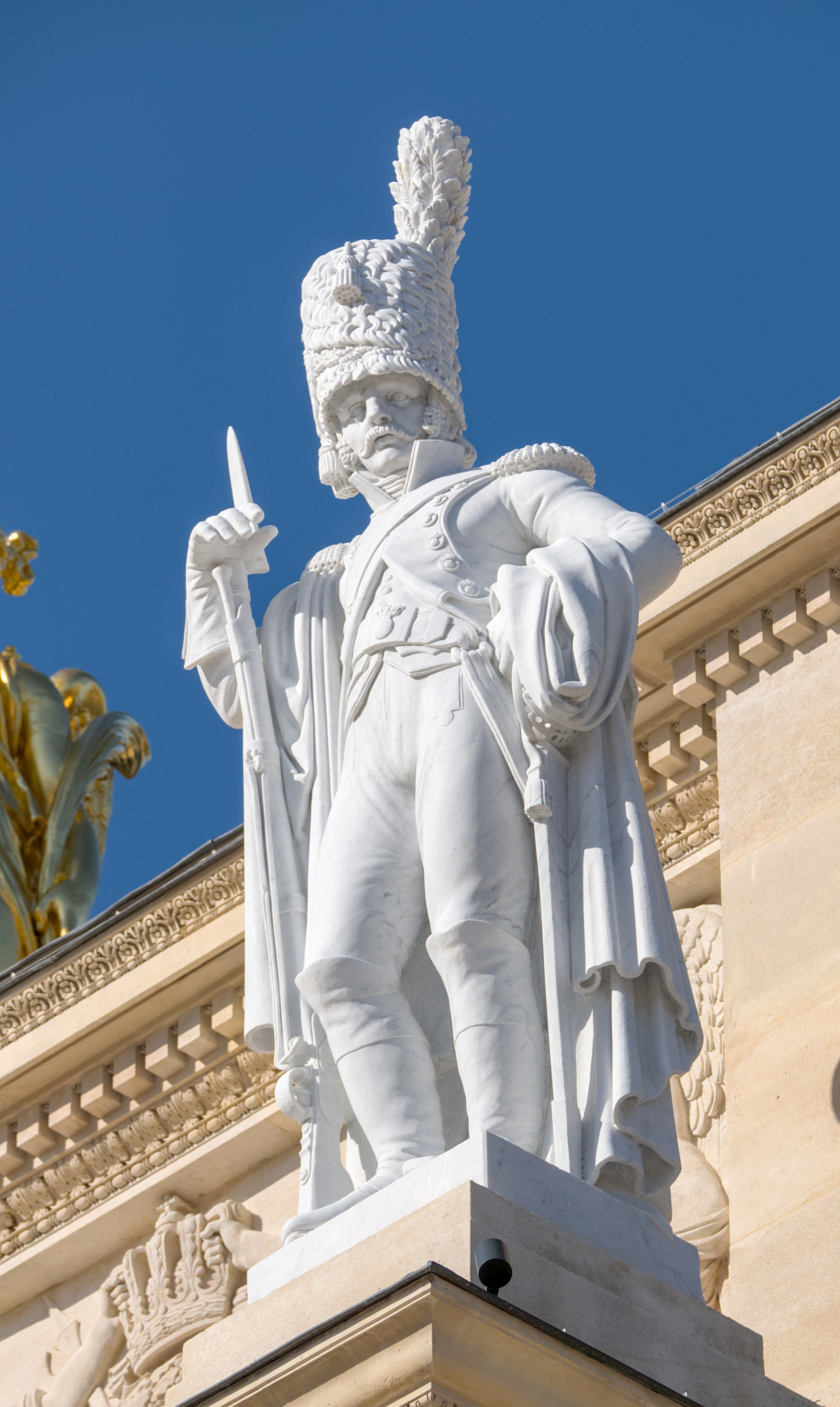
Carabinier à cheval.
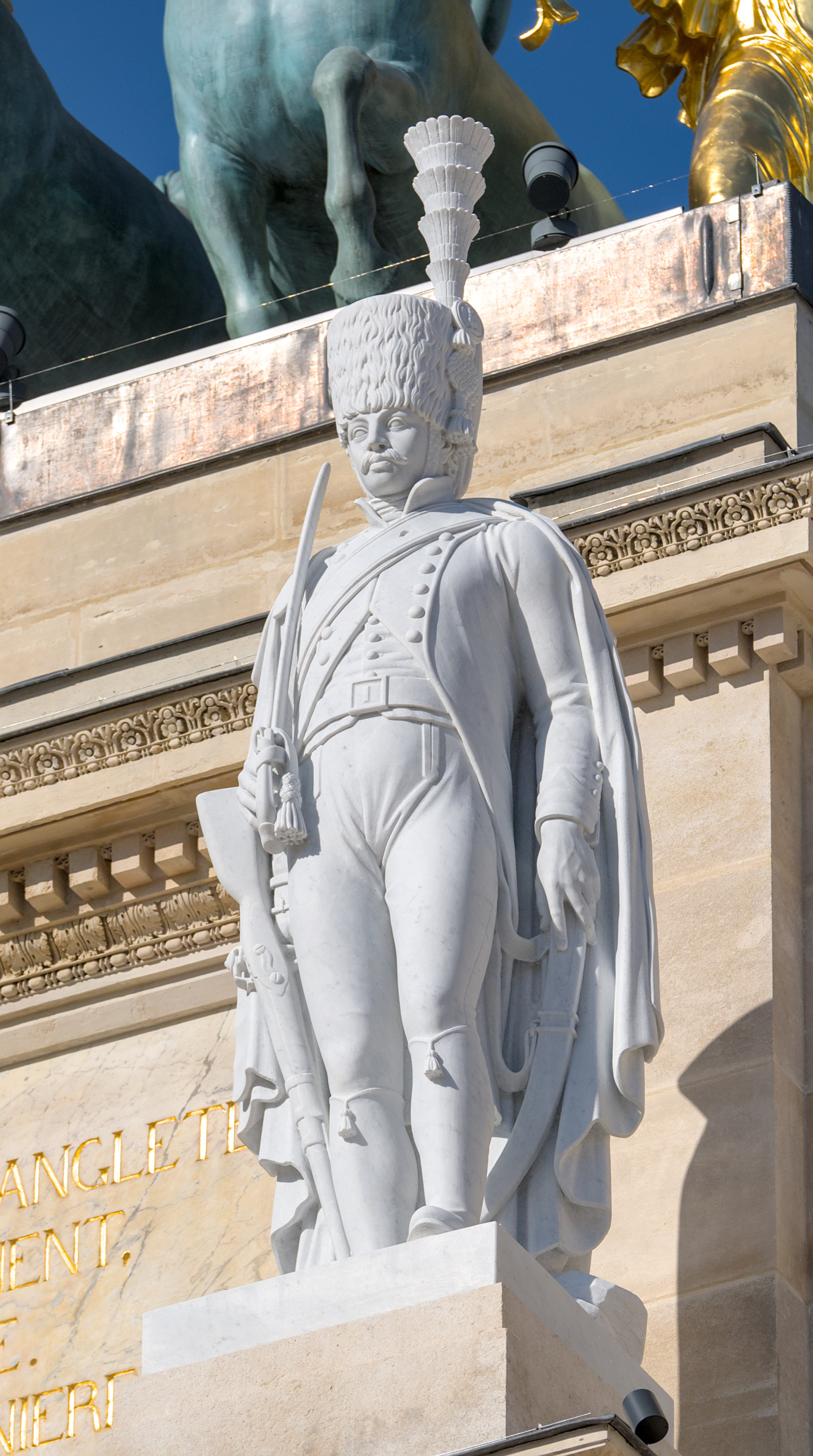
Chasseur à cheval.
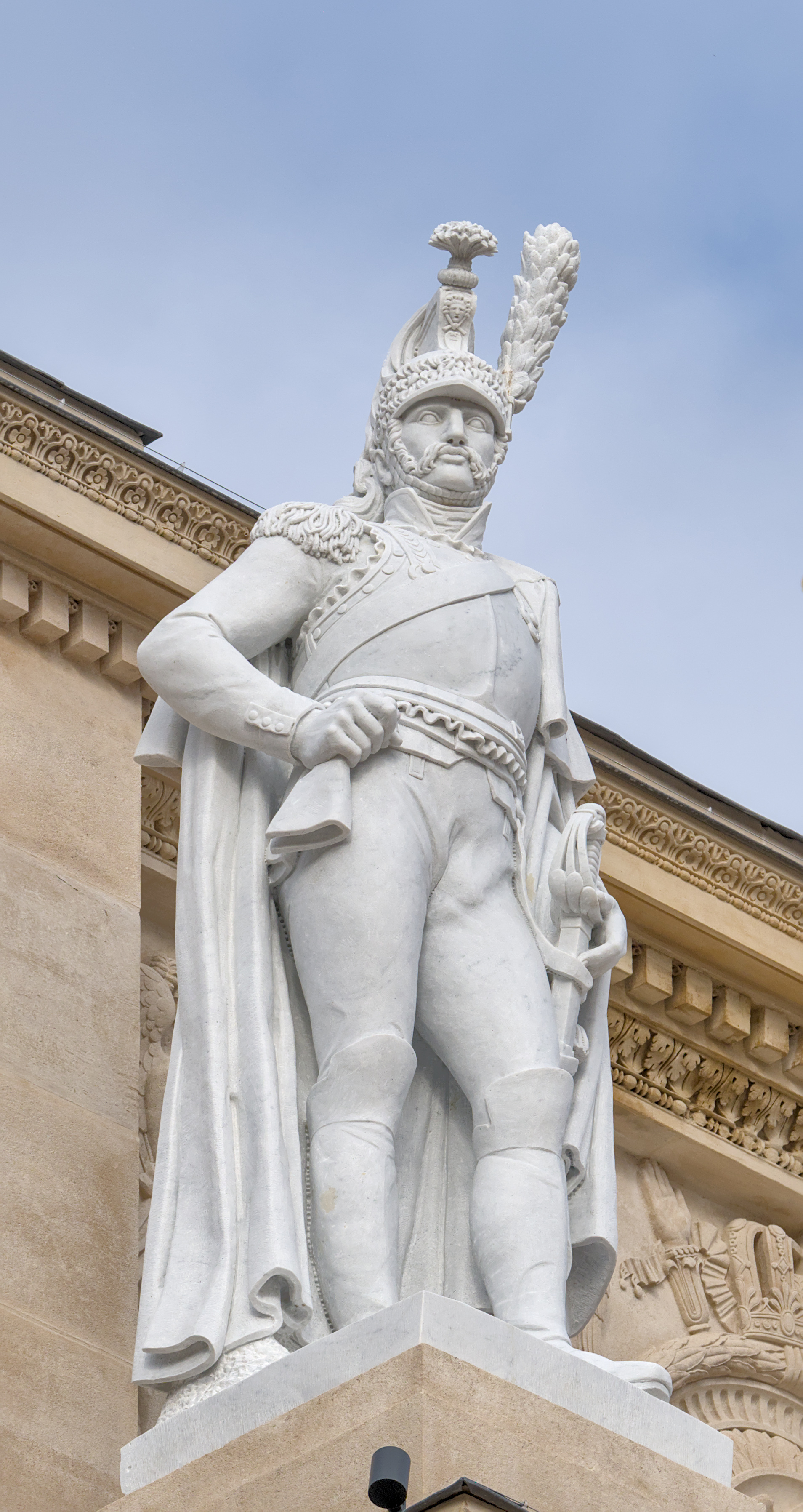
Cuirassier.
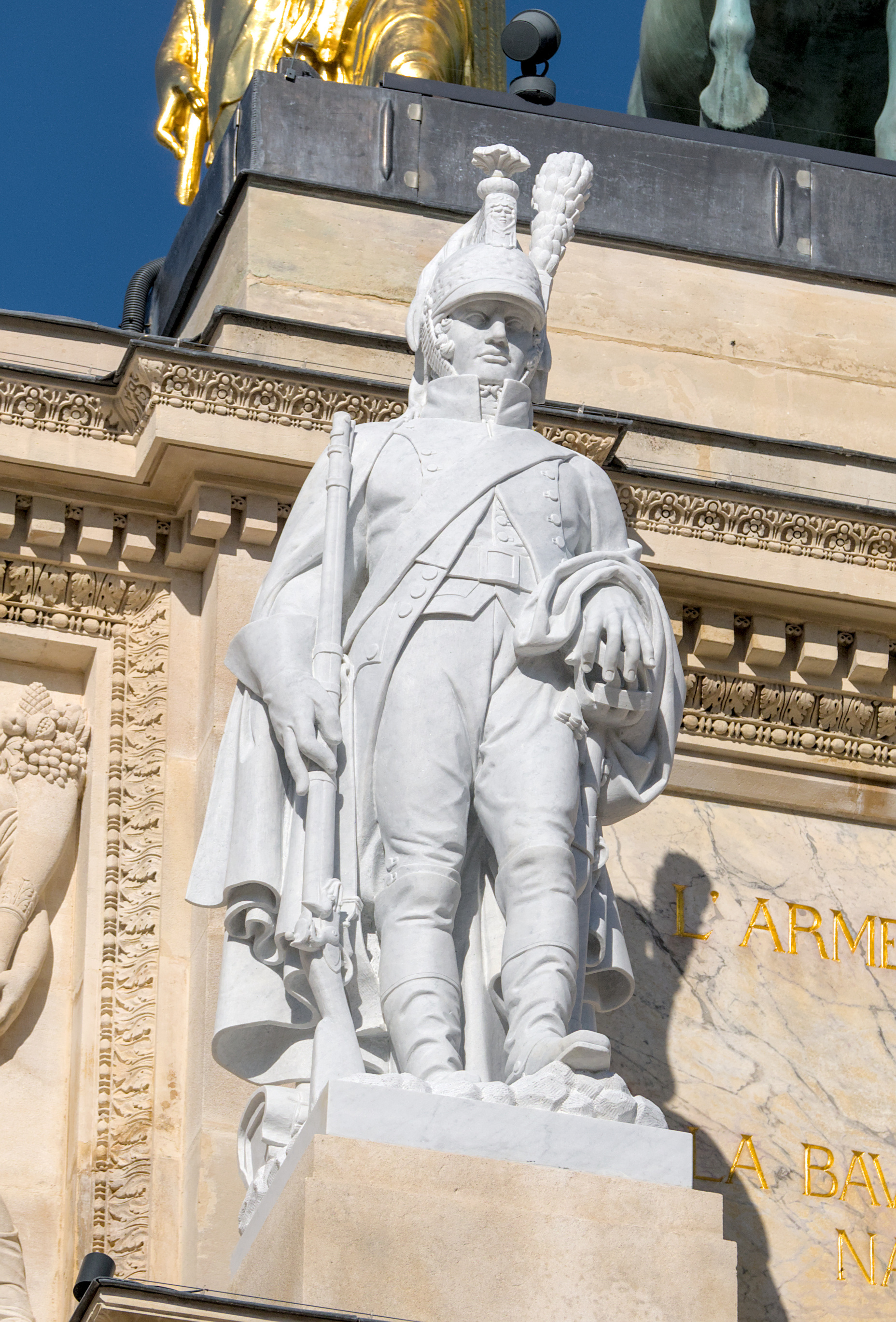
Dragon.
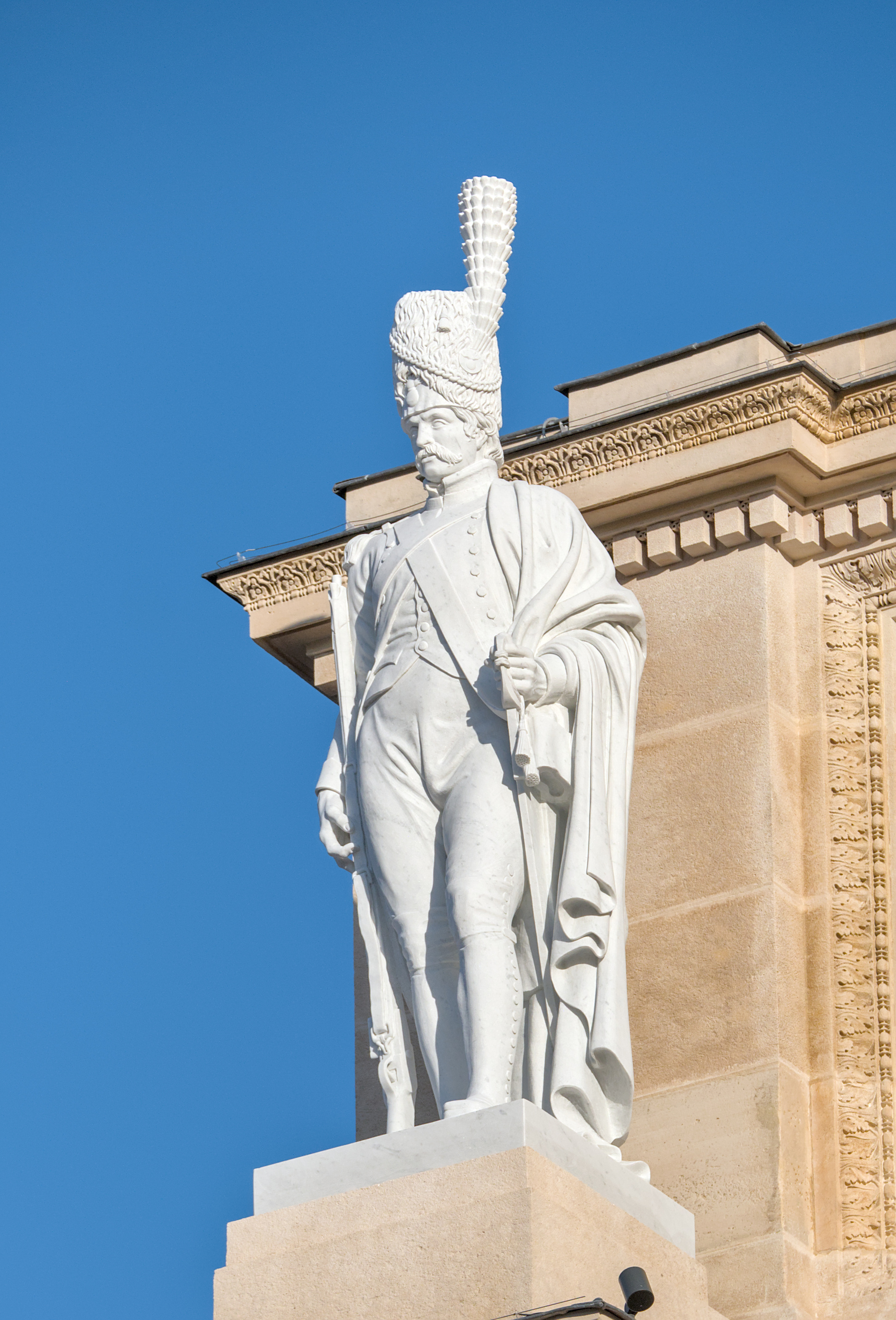
Grenadier.
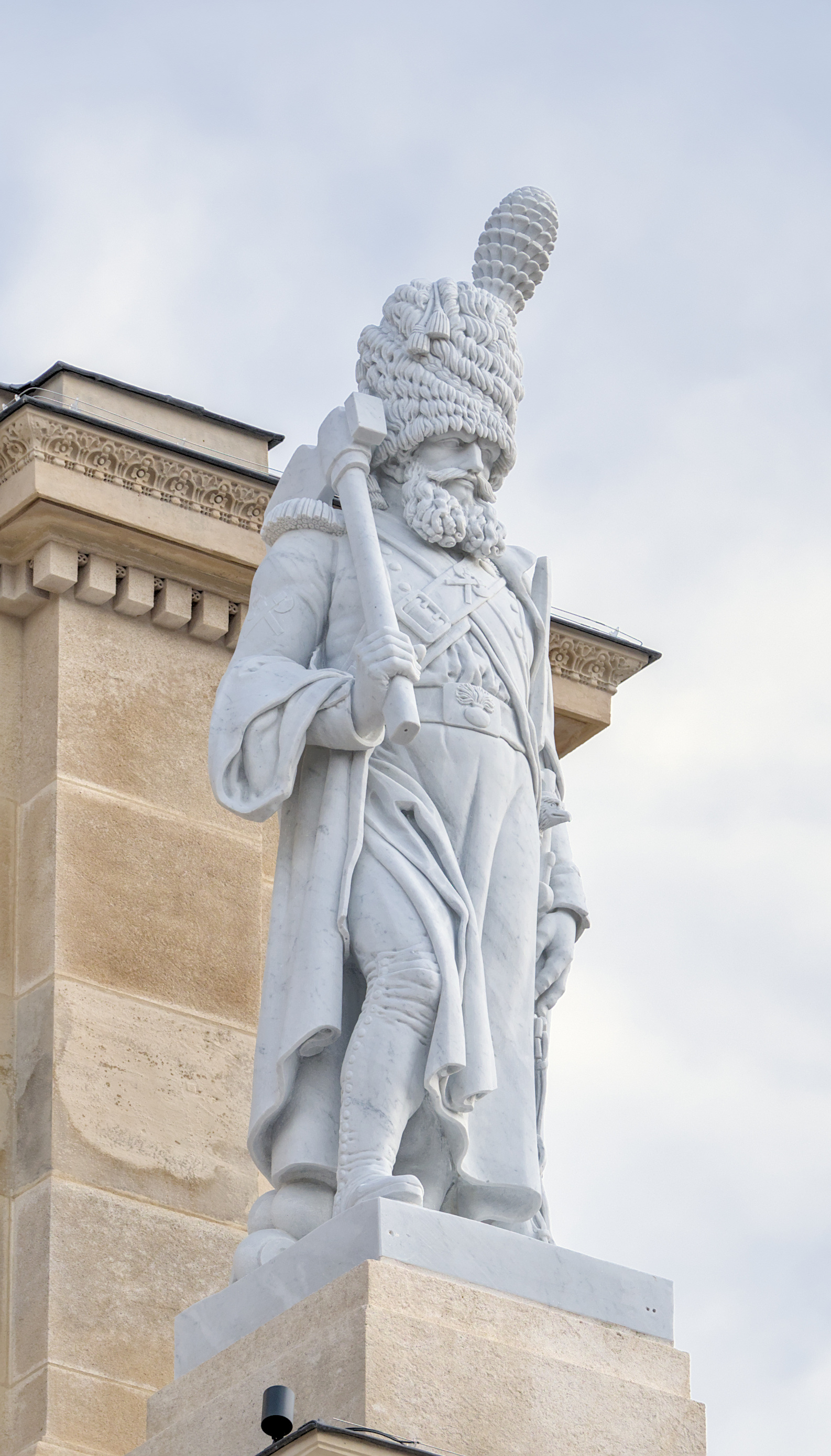
Sapeur.

## Anecdotes
Le monument napoléonien a failli être doublé par l’arc de triomphe de Caracalla érigé à Djemila en Algérie : en 1839, le duc d’Orléans projeta et commença à démonter ce monument algérien pour le remonter entre les Tuileries et la place de la Concorde. Ce projet n'a pas abouti et l'arc trône toujours à Djemila. 
Il est attribué au sergent Mariolle, dont la statue (sculpteur Jacques-Edme Dumont) se dresse sur la corniche de l’attique (côté ouest), l’origine de l’expression populaire « faire le mariolle ». Des linguistes (Alain Rey, Claude Duneton) contestent la paternité de l’expression et lui trouvent une étymologie plus ancienne,.

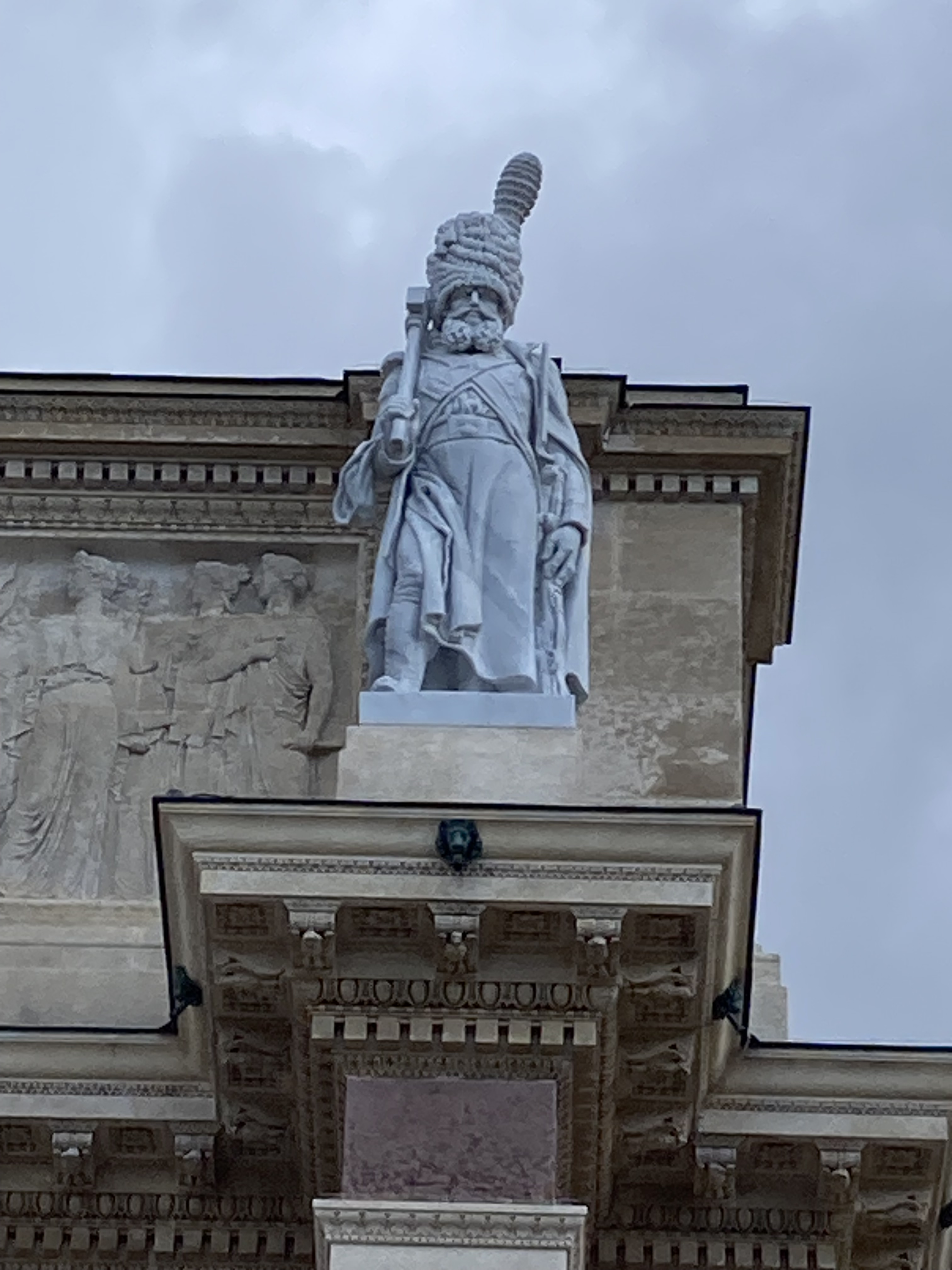
Statue du sergent Mariolle (restaurée).